# Accord d'Ankara
L'accord d'Ankara (ou accord créant une association entre la Communauté économique européenne et la Turquie), signé le 12 septembre 1963, est un accord d'association entre la Turquie et la Communauté économique européenne.
Comme pour la Grèce, et contrairement au Maroc et à la Tunisie en 1969, il inclut la perspective d'une adhésion. Le préambule de l'accord d'association « reconnaît que l'appui apporté par la CEE aux efforts du peuple turc pour améliorer son niveau de vie facilitera ultérieurement l'adhésion de la Turquie à la Communauté ».
Dans le texte de l'accord, l'article 28 précise : « Lorsque le fonctionnement de l'accord aura permis d'envisager l'acceptation intégrale de la part de la Turquie des obligations découlant du traité instituant la Communauté, les parties contractantes examineront la possibilité d'une adhésion de la Turquie à la Communauté. »
Lors de son allocution prononcée à Ankara, lors de la signature de l'accord, Walter Hallstein, président de la Commission de la CEE et ancien secrétaire d'État allemand aux Affaires étrangères, loue la « compréhension » manifestée par « la délégation turque à l'égard des idéaux et des principes du traité de Rome » et déclare que « la Turquie fait partie de l'Europe » et qu'« un jour le dernier pas sera franchi : la Turquie sera membre de plein exercice de la Communauté. »

## Extensions de l'accord
Le 23 novembre 1970, ont été signés un protocole additionnel et un protocole financier renforçant l'association.
Une union douanière effective sur certains produits est mise en place en 1995 dans la continuité du rapprochement des économies turque et européenne promu par les traités précédents.
Le protocole d'Ankara, signé le 29 juillet 2005 s'inscrit dans le prolongement de l'accord d'Ankara ; il a pour but d'étendre les dispositions commerciales prises en 1963 aux 10 nouveaux États membres de l'Union européenne ; incluant la partie sud de l'île de Chypre ; cependant, et devant le refus de la communauté européenne de faire de même avec la partie nord de l'île, la Turquie n'a pas mis en place les mesures prévues par les dispositions du nouveau protocole, bloquant pour un temps sa procédure d'adhésion à l'UE.

## Visas
Lors de l'arrêt Soysal (19 février 2009), la Cour de justice des Communautés européennes (CJCE) a statué au sujet des obligations de visa pour les ressortissants turcs. Elle a conclu que « l'article 41, paragraphe 1, du protocole additionnel, signé le 23 novembre 1970 (…) s'oppose à l'introduction, à compter de l'entrée en vigueur de ce protocole, de l'exigence d'un visa pour permettre à des ressortissants turcs (…) d'entrer sur le territoire d'un État membre aux fins d'y effectuer des prestations de services pour le compte d'une entreprise établie en Turquie, dès lors que, à cette date, un tel visa n'était pas exigé. » Le débat juridique porte donc sur la question de savoir qui peut être considéré comme se déplaçant « aux fins d'y effectuer des prestations de services »  (voir la question posée par le député européen Cem Özdemir (Verts/ALE) en avril 2009).

## Textes réglementaires
- Texte de l'accord, sur EUR-Lex.